# Marko Bošnjak (Richter)

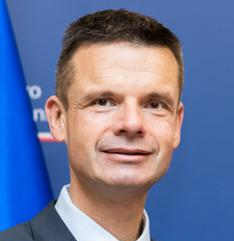
Marko Bošnjak (2024)

Marko Bošnjak (* 12. März 1974 in Ljubljana) ist ein slowenischer Jurist, Richter und war von 2024 bis 2025 Präsident des Europäischen Gerichtshofs für Menschenrechte. Seit Juni 2025 ist er Richter am Europäischen Gerichtshof.

## Leben und Wirken
Bošnjak studierte von 1992 bis zu seinem Diplom 1996 Rechtswissenschaften an der Universität Ljubljana und war anschließend als Forschungsassistent am dortigen Institut für Kriminalwissenschaften tätig. 1999 erwarb er den Mastergrad. Nach entsprechendem Vorbereitungsdienst am Berufungsgericht von Ljubljana legte Bošnjak 2001 sein Staatsexamen ab. 2002 wurde er von der Universität Ljubljana zum Dr. iur. promoviert. In der Folge arbeitete er bis 2006 als unabhängiger Berater, später als Chefberater für das Verfassungsgericht der Republik Slowenien. 2005 wurde er Assistenzprofessor für Strafrecht und Kriminologie an der Universität Ljubljana, 2006 zudem noch Dozent an der dortigen Fakultät für Sozialwissenschaften. Seit 2012 ist er ordentlicher Professor für Strafrecht an der Universität Nova Gorica und Leiter der dortigen Abteilung für Strafrecht an der geisteswissenschaftlichen Fakultät. Von 2009 bis 2016 arbeitete er außerdem als Anwalt für Strafrecht.
Im April 2016 wurde Bošnjak als Nachfolger von Boštjan Zupančič als Vertreter Sloweniens zum Richter am Europäischen Gerichtshof für Menschenrechte gewählt. Er trat seine  Amtszeit am 30. Mai 2016 an. Am 14. Mai 2024 wurde Bošnjak zum Präsidenten des Europäischen Gerichtshofs für Menschenrechte gewählt. Dieses Amt trat er am 2. Juli 2024 an. Am 29. Mai 2025 schied er nach Ende seiner neunjährigen Amtszeit aus dem Amt; seine Nachfolgerin als Vertreterin Sloweniens am EGRM wurde Vasilka Sancin.
Infolge des Todes von Marko Ilešič wurde Bošnjak mit Beschluss der Vertreter der Regierungen der Mitgliedstaaten zum Richter am Europäischen Gerichtshof von Juni 2025 bis Oktober 2027 ernannt.